# Мостова (Гур'євський округ)
Мостова́ (рос. Мостовая) — присілок у складі Гур'євського округу Кемеровської області, Росія.

## Населення
Населення — 139 осіб (2010; 159 у 2002).
Національний склад (станом на 2002 рік):
- росіяни — 84 %